# 17034 Vasylshev
17034 Vasylshev è un asteroide della fascia principale. Scoperto nel 1999, presenta un'orbita caratterizzata da un semiasse maggiore pari a 2,5658491 UA e da un'eccentricità di 0,1547970, inclinata di 8,33490° rispetto all'eclittica.